# Ahmed el-Tayeb
Ahmed Mohamed el-Tayeb (em árabe: الشيخ أحمد محمد الطيب) ou Sheikh Ahmed Mohamed el-Tayeb é o imã da Mesquita de al-Azhar e Reitor da Universidade com o mesmo nome , do Cairo, Egito, desde 2010. Foi nomeado pelo ex-presidente do Egito, Hosni Mubarak, após a morte de Muhammad Sayyid Tantawy. 
Possui um doutoramento em filiosofia islâmica pela   Universidade Paris-Sorbonne. e foi  presidente da Universidade  de Al-Azhar desde 2003.  Entre 2002 e 2003, el-Tayeb serviu como Grande Mufti do Egito. El-Tayeb é um xeque sufista hereditário do Alto Egito e expressou o seu  apoio para uma liga sufista global.
Ele é habitualmente considerado pelos media um dos clérigos sunitas mais moderados do Egito, apesar das suas muitas declarações públicas.
Al-Tayeb, que em seu cargo de Grande Ima de al-Azhar é amplamente considerado como a autoridade máxima no mundo muçulmano sunita, disse num seu discurso  de Abril de 2017, que a humanidade deveria "enfatizar o valor da paz, da justiça, igualdade e direitos humanos, independentemente da religião, cor, raça ou linguagem". e agradeceu ao Papa Francisco a sua “defesa do Islão contra as acusações de violência e terrorismo"
Em 2019, durante uma visita aos Emirados Árabes Unidos, o Papa encontrou-se com Ahmed el-Tayeb em Abu Dhabi. A 4 de fevereiro, assinaram ali em conjunto o Documento sobre a Fraternidade Humana. Em novembro do mesmo ano, reuniram-se novamente no Vaticano para discutir a forma de alcançar os objetivos do documento. O Papa inspirou-se neste texto para redigir a sua encíclica Fratelli tutti. Mais tarde, o Documento sobre a Fraternidade Humana levou à resolução das Nações Unidas que declarou o dia 4 de fevereiro como Dia Internacional da Fraternidade Humana.

## Ideologia
Discutindo a  posição do Islã sobre os apóstatas  em dois episódios de seu programa de televisão do Ramadã, "al-Imam al-Tayyeb", o xeque de al-Azhar afirmou que os estudiosos islâmicos clássicos e contemporâneos concordam que a apostasia é um crime potencialmente punível com a morte. Al-Tayyeb afirma que não há contradição entre defender o princípio da liberdade religiosa e sancionar o assassinato de cidadãos simplesmente por mudar suas crenças religiosas. Para al-Tayyeb, "a liberdade de crença é uma coisa e a liberdade de renunciar a uma crença religiosa particular é outra coisa". Ele, e a própria Mesquita de al-Azhar,  foram acusados de ter dois discursos contraditórios, um para a sensibilidade do  Ocidente    e outro  para "consumo doméstico" que sanciona o extremismo violento.
Ele afirmou que algumas decisões islâmicas, incluindo as leis da herança, são definitivas e não para  reinterpretação - uma resposta aparente aos esforços tunisinos para eliminar a desigualdade de gênero na lei de herança em seu país. A Al-Azhar "rejeita categoricamente a intervenção de qualquer política ou regulamentos que afetem/alterem as crenças dos muçulmanos ou as decisões da Xaria" - disse. Tais ideias  "colocam em perigo a estabilidade das sociedades muçulmanas. "
Numa visita a Portugal em Março de 2018, durante a qual se encontrou com o Presidente da República Portuguesa  e outros políticos, defendeu que as facilidades no acesso de cidadania portuguesa concedidas aos descendentes de judeus expulsos de Portugal devem ser estendidas aos muçulmanos que tenham antepassados expulsos do país no passado.
A 10 de outubro de 2018, num discurso em Astana, capital do Cazaquistão, afirmou que o  terrorismo resulta de políticas internacionais injustas que perderam toda a compaixão pelos fracos e pobres. Acrescentou que  "esse tipo de ódio transcontinental não pode ser apenas um resultado da religião".
Após declarações públicas do Papa Bento XVI para que a liberdade religiosa fosse mais respeitada e protegida no Egito, a propósito do ataque contra uma Igreja Copta,  em Alexandria, no Ano Novo em 2011,  Ahmed al-Tayeb considerou que esta foi uma interferência inadmissível nos assuntos internos do Egito.  Mais tarde,  Al Tayeb avisou o Núncio Apostólico para o Egipto, Jean -Paul Gobel, que apresentar o Islã a uma luz negativa é uma "linha vermelha" que não deve ser ultrapassada. 